# Linksys

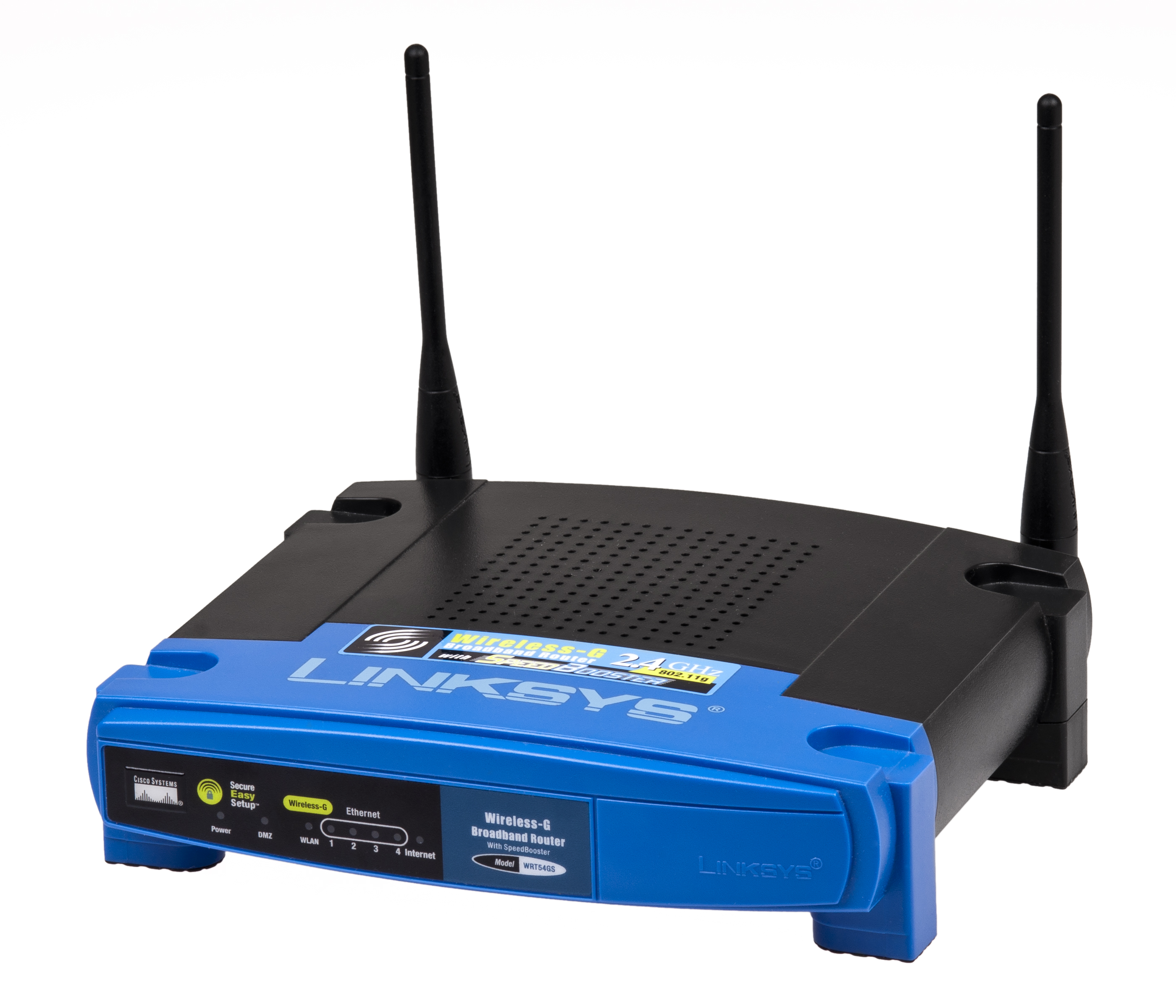
Roteador Linksys

Linksys é uma empresa americana que fabrica produtos de hardware de rede, principalmente para usuários domésticos e pequenas empresas. Seus produtos incluem roteadores com fio e sem fio, Ethernet switches, equipamentos VoIP, câmeras de vídeo sem fio, produtos audiovisuais e sistemas de armazenamento de rede.
A empresa Linksys foi fundada em 1988. É atualmente de propriedade da Belkin, que o comprou da Cisco Systems, em março de 2013. Seus produtos foram marcados como Linksys by Cisco quando fazia parte da Cisco.
Concorrentes significativos no segmento incluem D-Link, TP-Link e Netgear.
Belkin tem mantido a marca Linksys e lançou novos produtos sob o seu nome desde sua aquisição.